# Ricky Walden
Ricky Walden (ur. 11 listopada 1982 w Chester, Anglia) – angielski snookerzysta. Obecnie mieszka w Flintshire (Walia). Plasuje się na 19. miejscu pod względem zdobytych setek w profesjonalnych turniejach, w sierpniu 2025 miał ich łącznie 390.

## Kariera
Zawodowym snookerzystą został w 2000 roku. Sezon 2004/05 rozpoczął na 78. pozycji w rankingu i przez rok zdołał polepszyć swoją pozycję o 30 miejsc. W tym sezonie również dotarł do ćwierćfinałów China Open. W drugiej rundzie tego turnieju wygrał z Steve’em Davisem, który musiał jechać do szpitala z powodu bólu głowy, spowodowanego uderzeniem w metalowe drzwi. W tym sezonie dotarł również do drugiej rundy UK Championship. W sezonie 2005/06 jego najlepszym osiągnięciem było zagranie w drugiej rundzie China Open.
5 października 2008 roku, po raz pierwszy w karierze wygrał rankingowy turniej Shanghai Masters. W finale pokonał ówczesny numer 1. światowego rankingu snookerowego Ronniego O’Sullivana 10:8.
Do końca sezonu 2010/2011, na swoim koncie zapisał 101 breaków stupunktowych.

## Statystyka zwycięstw

### Rankingowe
- Shanghai Masters – 2008
- Wuxi Classic – 2012
- International Championship – 2014

### Nierankingowe
- Sangsom 6-red Snooker International – 2008
- General Cup International – 2009

### Amatorskie
- IBSF World Under-21 Championship – 2001